# Shorea rugosa
Shorea rugosa (tiếng Anh thường gọi là Dark Red Meranti) là một loài thực vật thuộc họ Dipterocarpaceae. Đây là loài đặc hữu của Indonesia. Chúng hiện đang bị đe dọa vì mất môi trường sống.